# Мартин, Эбби
Эбби Мартин (англ. Abby Martin; род. 6 сентября 1984) — американская журналистка, гражданский активист. Ведущая телепрограммы «The Empire Files» на латиноамериканском канале TeleSUR (с 2015 года). Корреспондент (2010—2012) и ведущая программы «Breaking the Set» телеканала RT America (2012—2015).

## Биография
Родилась в 1984 году в Окленде, штат Калифорния. Выросла в Плезантоне, окончила школу в 2002 году. Окончила Университет штата Калифорния в Сан-Диего, получила степень бакалавра политических наук, в качестве второй специальности изучала испанский язык. Во время учёбы заинтересовалась журналистикой. Работала журналистом новостного сайта в Сан-Диего.
В 2008 году на YouTube вышло видео, в котором она усомнилась в официальной версии событий 11 сентября 2001 года, поддерживала версию о причастности к теракту американского правительства (однако в 2014 году сказала, что уже не считает теракт «внутренней работой»). В 2009 году основала сайт Media Roots, служащий площадкой для гражданской журналистики. Освещала действия движения «Захвати Уолл-стрит» в Калифорнии.
Её заметили в RT America и предложили работу, с 2010 года была корреспондентом канала, в 2012 году переехала в Вашингтон, в 2012—2015 годах вела программу «Breaking Set». В программе освещала, в частности, темы: производитель ГМО-продуктов Monsanto, Nestle, избирательная система США, военная программа БПЛА, программа слежки АНБ, Израиль, Обама, фторирование воды.
В марте 2014 года Мартин привлекла внимание своим заявлением в эфире телеканала, в котором осудила «российское военное вмешательство на Украине» во время аннексии Крыма, она сказала, что не будет прославлять и защищать «военную агрессию». В RT America в связи с этим заявили, что они не оказывают давления на своих журналистов, и те могут свободно высказывать своё мнение даже в эфире. Руководство канала предложило ей посетить Крым, но Мартин отказалась. В феврале 2015 года покинула RT, чтобы сосредоточиться на собственных журналистских расследованиях. Пресс-секретарь RT Анна Белкина высоко оценила работу Мартин на канале.
В августе 2015 года начала работать на телеканале teleSUR со штаб-квартирой в Каракасе (Венесуэла), канал финансируется правительствами нескольких латиноамериканских государств. Мартин ведёт собственную программу «The Empire Files», посвящённую критике американской политики.
В январе 2017 года газета The New York Times написала, что Мартин уволилась из RT в прямом эфире после осуждения действий России в Крыму. Мартин обвинила журналиста NYT во лжи, отметив, что после своего «крымского» заявления она проработала на RT ещё год, а RT не препятствовало её свободе выражать своё мнение и в дальнейшем, в том числе на тему сбитого «Боинга». Через 19 часов NYT исправила статью, однако Мартин пишет, что их статья ещё остаётся ложной: она ушла из RT, чтобы более тщательно заниматься журналистскими расследованиями, а не из-за «пропаганды на RT».
Увлекается рисованием, в Калифорнии прошло несколько выставок её работ.
Участвовала в президентской кампании Джона Керри в 2004 году. На президентских выборах 2016 года поддерживала Джилл Стайн от Партии зелёных.

## Семья
Замужем за Майклом Приснером, её соратником, левым политическим активистом и журналистом, ветераном Иракской войны. После увольнения из RT телеканал брал интервью у пары.
Её брат, Робби Мартин, пишет статьи для её сайта, является автором документального фильма с критикой американских неоконсерваторов. Эбби неоднократно брала у него интервью в своей программе, где он высказывал свою точку зрения на различные темы, в частности, на инцидент с рассылкой спор сибирской язвы, теракты 11 сентября 2001 года.